# Scuola di Rivara

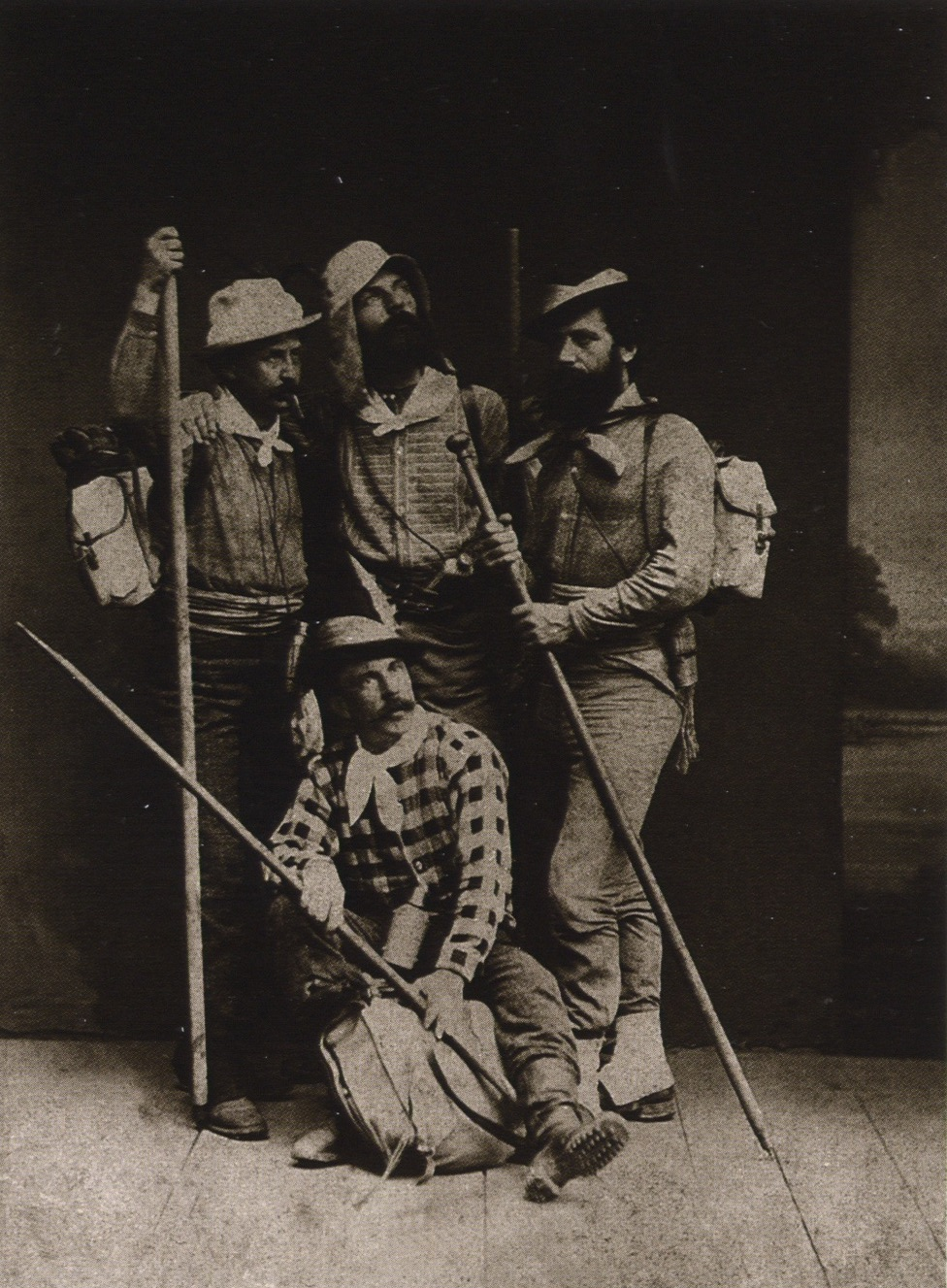
Alcuni esponenti della Scuola di Rivara posano in costume da alpinisti: Vittorio Avondo (il primo a sinistra), Federigo Pastoris (il secondo, in piedi al centro), Alfredo d'Andrade (a destra), Casimiro Teja (in basso seduto). Foto del 1865-1870 circa

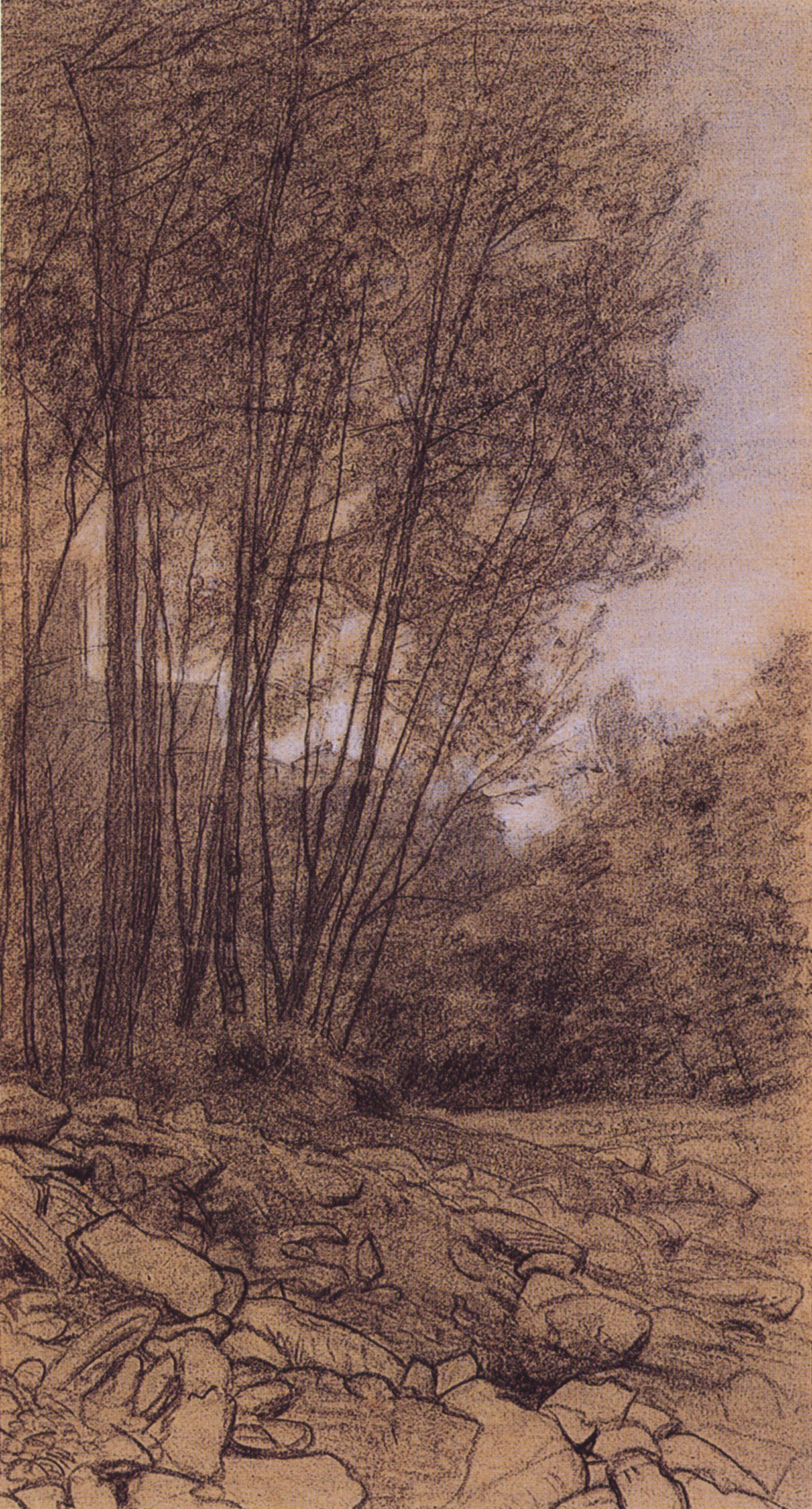
Rivara, carbone e gessetto bianco su carta, Alfredo d'Andrade, 1869

## Storia e descrizione
La cosiddetta scuola di Rivara fu un gruppo di pittori paesaggisti di varia formazione che dal 1860, per circa venti anni, si ritrovarono a soggiornare e dipingere nella cittadina piemontese di Rivara, nel cuore del Canavese.
La scuola, o meglio il cenacolo, visto l'assenza di intenti programmatici e risultati omogenei, si proponeva di ispirarsi al vero naturale, in un atteggiamento anti-accademico di rottura con il paesismo di matrice romantica. 
I pittori, raccolti intorno a Carlo Pittara, fondatore e animatore del gruppo, si trovavano ogni estate, nella località del Canavese, a dipingere insieme en plein air. 
Vi convennero i piemontesi Ernesto Bertea, Vittorio Avondo, Federico Pastoris di Casalrosso e i rappresentanti della cosiddetta Scuola grigia ligure: cioè Ernesto Rayper, Alberto Issel, lo spagnolo Serafino De Avendaño e il portoghese Alfredo d'Andrade.